# Využití radioaktivity

Symbol radioaktivity

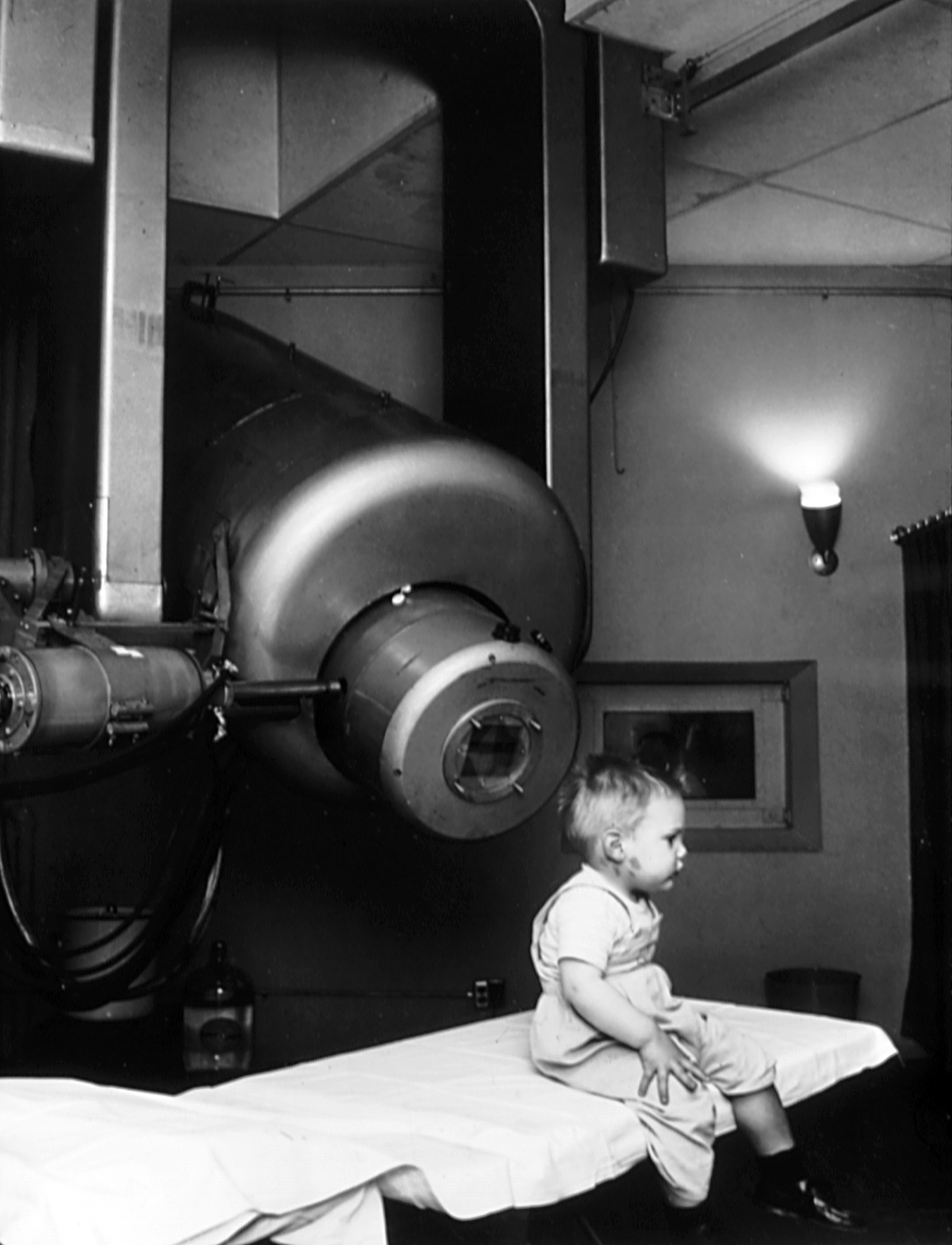
Léčení nádorů radioaktivním zářením

Pro záření emitované radionuklidy lze najít řadu aplikací, zvláště v medicíně, průmyslu nebo v archeologickém výzkumu.

## Radiologie
Obor studující radioaktivitu, rentgenové záření nebo záření z urychlovačů, zejména jejich použití v medicíně a ochranu před nimi.

## Radioterapie
Léčení některých nemocí zářením radionuklidů. Nádorové buňky jsou citlivější než ostatní živé buňky těla, ionizující záření a vhodná přesně směrovaná dávka ozáření může zhoubné nádory zničit.

## Radiodiagnostika
Metodou značených atomů sleduje cestu určité látky v objektu a stanovuje její místní koncentraci během pohybu. S látkou je dán do oběhu vybraný radionuklid (stopový indikátor) a jím vysílané záření je počítačově zobrazováno (jako scintigram). Nukleární medicína takto zobrazuje orgány a procesy v lidském těle, vysoké koncentrace radionuklidů v orgánech mohou indikovat přítomnost zhoubných (rakovinných) buněk. Používají se radionuklidy s krátkým poločasem přeměny, které se přeměňují na neškodné produkty.

## Ozařování
Potraviny, např. ovoce, zelenina nebo maso, mohou být ošetřovány zářením gama. Ozáření zpomaluje dozrávání ovoce a zeleniny, ničí bakterie v mase, a udržuje tak potraviny déle čerstvé.

## Radiokarbonové datování
Jedna z metod určování stáří (radiometrické datování) aplikovaná v paleontologii nebo archeologii umožňuje určit dobu od zániku živé hmoty. Všechna živá hmota obsahuje určitý podíl uhlíku 14C (radionuklidu absorbovaného z atmosféry), který se trvale rozpadá po jejich smrti. Jeho aktivita pomalu klesá (poločas přeměny je 5700 let) a z její velikosti lze stanovit stáří organických zbytků.